# Hesperis persica
Hesperis persica är en korsblommig växtart som beskrevs av Pierre Edmond Boissier. Hesperis persica ingår i släktet hesperisar, och familjen korsblommiga växter.

## Underarter
Arten delas in i följande underarter:
- H. p. kurdica
- H. p. persica